# Уманець Микола Васильович
Микола Васильович Уманець (18 жовтня 1925, село Біла, тепер Ямпільський район Вінницька область — 1 грудня 1986, місто Чернігів) — український радянський і компартійний діяч, депутат Верховної Ради СРСР 8—10-го скликань. Член ЦК КПУ в 1971—1986 рр. Член Ревізійної комісії ЦК КПРС в 1981—1986 рр.

## Біографія
Народився в родині службовця.
Учасник німецько-радянської війни: служив у Радянській армії з березня 1944 по вересень 1945 року. Був важкопоранений, інвалід війни.
У 1950 закінчив Одеський сільськогосподарський інститут.
У 1950—1953 роках працював агрономом Новоселицького районного відділу сільського господарства, головою колгоспів імені Чапаєва та імені Суворова Новоселицького району Чернівецької області.
Член КПРС з 1953 року.
У 1953—1958 роках — голова виконавчого комітету Новоселицької районної ради депутатів трудящих Чернівецької області.
У 1958—1961 роках — завідувач сільськогосподарського відділу Чернівецького обласного комітету КПУ.
У 1961 році — інспектор ЦК КПУ.
16 вересня 1961 — січень 1963 року — секретар Житомирського обласного комітету КПУ. У січні 1963 — грудні 1964 року — секретар Житомирського сільського обласного комітету КПУ. У грудні 1964 — 1968 року — секретар Житомирського обласного комітету КПУ.
У 1968—1969 роках — 2-й секретар Житомирського обласного комітету КПУ.
У 1969—1970 роках — заступник міністра сільського господарства Української РСР.
29 квітня 1970 — 8 січня 1984 року — 1-й секретар Чернігівського обласного комітету КПУ.
З січня 1984 року — персональний пенсіонер союзного значення. Помер на 62-му році життя 1 грудня 1986 року.

## Відгуки
Доктор історичних наук Володимир Половець, який у 1970-х—1980-х роках працював під керівництвом Миколи Уманця, згадував про свого начальника з високою оцінкою. Своєї посади 1-го секретаря Чернігівського обкому Уманець позбувся через генерал-майора КДБ Альберта Діченка, який активно намагався будь-яким чином зняти його з керівництва областю через начебто критичний стан справ у Чернігівському державному педагогічному інституті, яким опікувався Уманець.

## Нагороди
- два ордени Леніна
- орден Жовтневої Революції
- два ордени Трудового Червоного Прапора
- орден Вітчизняної війни І ступеня
- орден Вітчизняної війни ІІ ступеня
- орден Слави ІІІ ступеня
- медалі